# Kolokázie jedlá
Kolokázie jedlá (Colocasia esculenta) či též taro je druh jednoděložné rostliny z čeledi árónovité (Araceae). Jde o velmi starou kulturní rostlinu.

## Popis
Velké, dlouze řapíkaté, srdčité až střelovité listy (dosahují výše i 2 m) vyrůstají z podzemních hlíz. Vícečetné květenství drobných květů bývá obaleno toulcem.

## Užití
Hlízy (až 5 kg) jsou významnou součástí tradičního jídelníčku řady zemí Asie a Afriky. Používají se vařené, pečené, smažené, suší a melou se na mouku, vyrábí se z nich škrob, který má menší zrna a lepší dietetické vlastnosti než u brambor. Dužina hlíz má bílou až smetanovou barvu, jemnou chuť a po uvaření měkkou, až mírně rosolovitou konzistenci. Hodí se k přípravě polévek, kaší, příloh k masu, ale i sladkých dezertů. Řapíky a mladé listy tara a příbuzných rostlin se jedí jako zelenina, podobně jako mangold a špenát. Taro pěstovali a jedli již staří Číňané, Indové, Egypťané a Římané, v současné době se nejvíce používají v kuchyních jihovýchodní Asie, Indonésie a Tichomoří. Místy je pěstována i jako okrasná rostlina. Hlízy některých odrůd obsahují škodlivou kyselinu šťavelovou, proto se doporučuje jejich důkladné tepelné zpracování, vodu po vaření hlíz je vhodné vylít. V České republice je taro dostupné především v obchodech s asijskými potravinami.

### Externí odkazy

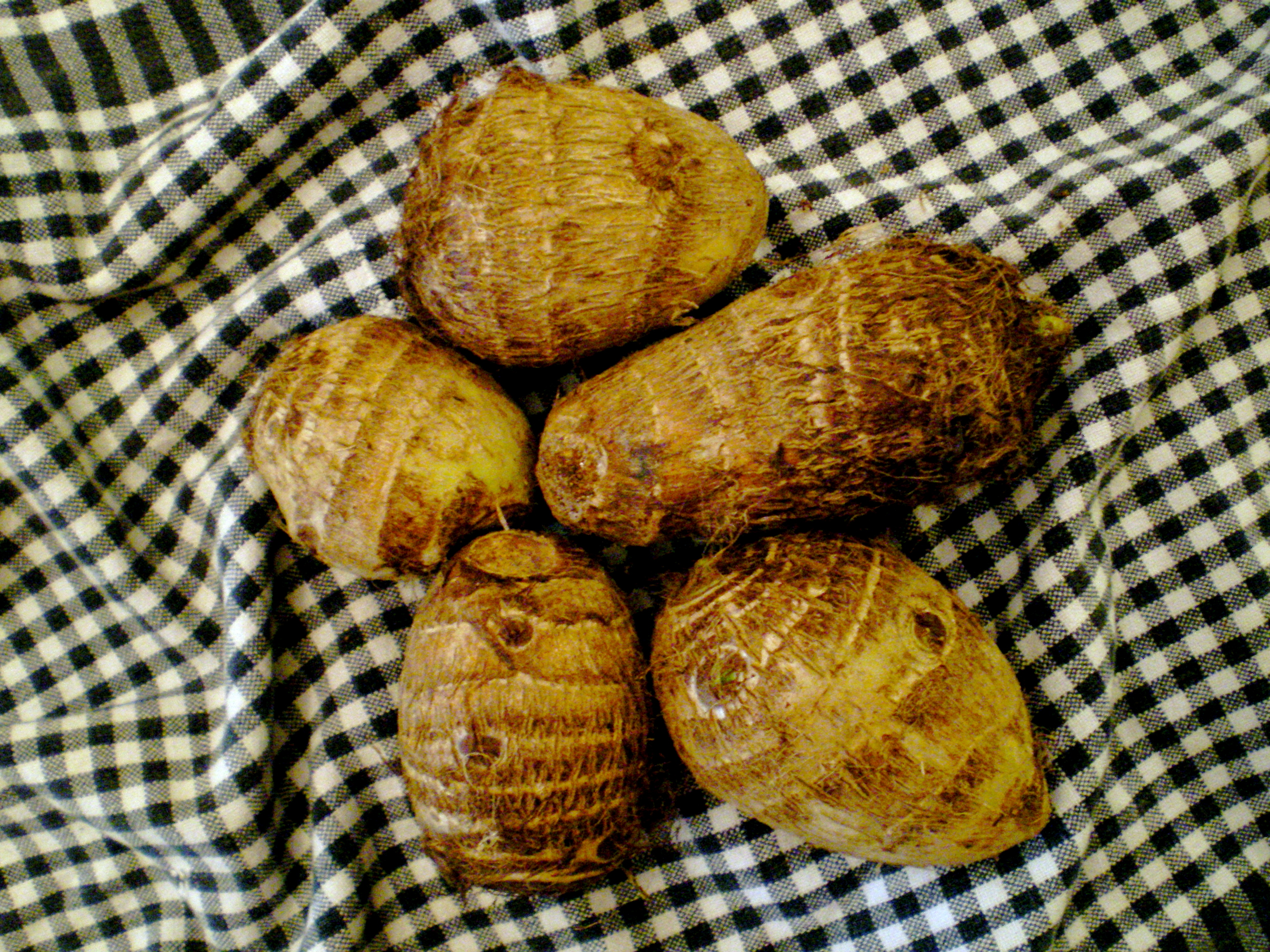
Hlízy taro